# Skulsk (gmina w województwie łódzkim)
Skulsk (do 1870 miasto Skulsk) – dawna gmina o nieuregulowanym statusie istniejąca w latach 191?–1922 w woj. łódzkim. Siedzibą władz gminy była osada miejska Skulsk.
Do 30 maja 1870 Skulsk był miastem i stanowił odrębną gminę miejską; po odebraniu praw miejskich i przekształceniu w osadę, miejscowość została włączona do gminy Skulska Wieś (powiat słupecki; gubernia kaliska).
Podczas I wojny światowej niemieckie władze zaborcze przywróciły Skulskowi samorząd miejski, lecz miejscowość nie została uwzględniona w dekrecie z 4 lutego 1919 o samorządzie miejskim, ani w jego uzupełnieniach. Ponieważ Skulsk nie wrócił do kategorii osad i nadal rządził się ustawą okupacyjną stanowił jednostkę o nieuregulowanym statusie (powiat słupecki, woj. łódzkie)
Ostatecznie, w wykazie podziału administracyjnego GUS:u z 1923 roku (stan na 1 stycznia) Skulsk nie został zaliczony do miast i znalazł się ponownie w składzie gminy Skulska Wieś.